# أول حادث جوي لطائرة مدنية
حصل أول حادث جوي لطائرات مدنية في 7 أبريل 1922 فوق مزينة تيولوا سانت أنتوان [الفرنسية]، بيكارديا، بفرنسا. وقد تم اصطدام طائرتين ثنائية الجناح تحملان الركاب إحداهما فرنسية والأخرى بريطانية.

## البداية
بعد انتهاء فترة الحرب العالمية الأولى، قل الطلب على الطائرات العسكرية بشكل حاد، لذلك اتجهت الكثير من الدول كفرنسا وبريطانيا لإنشاء مصانع طيران مدني، ففي البداية تم تحويل تصاميم الطائرات العسكرية للأغراض المحلية.
أما أول طائرة مصممة للأغراض المدنية بعد الحرب العالمية الأولى فكانت (de Havilland DH.18A) إحدى تلك الطائرات كانت مملوكة لوزارة الطيران - وتسجيلها G-EAWO - وقد تم تحويلها إلى شركة ديملر المحدودة لتشغيلها في خط كرويدون جنوب لندن - باريس حتى يتم تسليم 3 طائرات من (de Havilland DH.34) كانت ديملر ثد طلبتهم. وقد تم البدء بتشغيل الخط في تاريخ 2 أبريل 1922.
أما الطائرة الفرنسية فقد كانت تملكها شركة (CGEA) Compagnie des Grands Express Aériens وكانت تشغل طائرة Farman Goliath (وقد كانت عسكرية قبل تحويلها إلى مدنية)، تسجيل طائرة هو F-GEAD وتطير بشكل يومي على خط لابورجيه - كرويدون.

## الرحلة
بتاريخ 7 أبريل 1922، وبعد أربعة أيام من بدء عمليات تشغيل ديملر لطائرة DH.18A، اقلعت الطائرة المنكوبة ذات التسجيل G-EAWO من كرويدون محملة بالبريد ومتجهة لباريس وعلى متنها الطيار ومساعده، بينما الطائرة الفرنسية Goliath ذات التسجيل F-GEAD وعلى متنها الطيار ومعه ثلاث ركاب بالإضافة إلى الميكانيكي. الركاب الثلاث كانوا أمريكي وزوجته وفرنسي.
وخلال المسار الطبيعي للطائرتين خلال الضباب ورذاذ المطر وعلى ارتفاع 150 مترا، اصطدمت الطائرة الإنجليزية بالفرنسية بالقرب من بيكاردي بفرنسا حوالي 110 كم شمال باريس. جميع الأشخاص البالغ عددهم 7 قد ماتوا جراء حادث الاصطدام.
الطقس كان ضبابي والرؤية ضعيفة جدا. وارتطمت الطائرتان فجأة وجها لوجه خلال الضباب، ولم يكن لأحدهما الفرصة للهروب من المواجهة. وخلال الارتطام فقدت الطائرة الإنجليزية الجناح والذيل وهوت بسرعة، بينما تماسكت الطائرة الفرنسية حتى سقطت بعد دقائق من الاصطدام، وقد كان جميع الركاب قد ماتوا بنفس الوقت ماعدا مساعد الطيار الذي كانت حالته حرجة وقد نقل إلى القرية المجاورة، ولكنه توفي بعد ذلك متأثرا بجراحه.